# Stesichora puellaria
Stesichora puellaria är en fjärilsart som beskrevs av Walker. Stesichora puellaria ingår i släktet Stesichora och familjen Uraniidae. Inga underarter finns listade i Catalogue of Life.